# Черкаський Олексій Михайлович
Олексій Миха́йлович Черка́ський (1680–1742) — князь, канцлер Російської імперії (1741—1742), один із найбагатших вельмож імперії, останній у старшій лінії роду Черкаських.

## Життєпис
У 1702 році, будучи наближеним стольником, призначений помічником до свого батька Михайла Яковича, тобольського воєводи, при якому служив 10 років, а 1714 року викликаний до Петербурга та призначений членом комісії міських будов. У 1719 році Черкаського, як людину чесну та непідкупну, призначили сибірським губернатором. 1726 року став сенатором.
Під час обрання на російський престол Анни Іванівни (1730) Черкаський, найбагатший за кількістю душ поміщик у Росії, керував партією дворян, які постали проти верховників. За це згодом став одним із трьох кабінет-міністрів, а 1741 року призначений великим канцлером імперії.
На думку історика Михайла Щербатова, Черкаський «людина мовчазна, тиха, якої розум ніколи у великих чинах не блищав, скрізь являв обережність». Як кабінет-міністр, він підписав торгову угоду з Англією (1734), а в чині канцлера — два трактати: з пруським двором (1740) та з англійським (1741).

## Спадкоємці
У першому шлюбі одружений з дочкою Льва Кириловича Наришкіна — Аграфеною (або Агрипіною), яка була для Петра I двоюрідною сестрою.
Від другого шлюбу з Марією, сестрою фельдмаршала Микити Юрійовича Трубецького, мав єдину доньку Варвару. Вона була камер-фрейліною імператорського двору, її вважали найбагатшою нареченою в Російській імперії, була зісватана за відомого літератора та російського посла у Франції молдавського походження князя Антіоха Дмитровича Кантемира, який відмовився від одруження, та видана, із посагом у 70 000 душ селян, за графа Петра Борисовича Шереметєва, завдяки чому в останнього і виникло величезне т. зв. «шереметєвське майно».